# Broekelzen
De Broekelzen is een natuurgebied in het Belgische Westouter. Het gebied op de flank van de Vidaigneberg wordt beheerd door Natuurpunt en is 18 hectare groot. Het reservaat bestaat uit bronbos, weilanden en akkers. In het gebied bloeit bosanemoon, wilde hyacint, boswederik, dotterbloem, spekwortel, brede wespenorchis en witte klaverzuring. In de Broekelzen leeft onder andere ree, eikelmuis, vinpootsalamander, sleedoornpage.